# Miguel Ángel Belanche
Miguel Ángel Belanche Pradas (Teruel, España, 26 de julio de 1956) es un exfutbolista español que se desempeñaba como centrocampista.

## Clubes
| Club                 | País   | Año       |
| -------------------- | ------ | --------- |
| Real Zaragoza        | España | 1978-1982 |
| Palencia C. F.       | España | 1982-1983 |
| Elche C. F.          | España | 1983-1986 |
| C. D. Logroñés       | España | 1986-1987 |
| Recreativo de Huelva | España | 1987-1988 |
| Gandía               | España | 1988-1989 |
| Benidorm             | España | 1989-1993 |